# Route départementale 161 (Yvelines)
Pour les articles homonymes, voir Route départementale 161.
La route départementale 161 ou D161, est une petite route du département des Yvelines dont l'usage est, pour la majeure partie de son tracé, réservé à la circulation routière locale.
Elle a toutefois la fonction importante de permettre de rallier la route départementale 307 qui dessert, avec des caractéristiques de voie rapide, le triangle de Rocquencourt et les autoroutes A12 et A13. Elle connaît donc d'importants flux de circulation sur le tronçon sud, entre Villepreux et Noisy-le-Roi via Rennemoulin le matin et en sens inverse le soir.

Elle est également l'unique desserte départementale des villages de L'Étang-la-Ville et de Rennemoulin.

## Itinéraire
Du nord au sud, les communes traversées sont :
- Saint-Germain-en-Laye : la route, qui porte le nom de rue de 'l'Ermitage commence en bas et presque à la fin de  la route départementale 284, l’avenue du Général Leclerc, qui descend du centre de la ville, voie de circulation exclusivement saint-germanoise qui relie le carrefour du camp des Loges (route nationale 186) à la route nationale 13 ; elle franchit par un pont la route nationale 13 puis devient la rue du Baron Gérard jusqu'au carrefour avec la rue du Pontel, pendant tout ce tracé saint-germanois, la route est limite communale avec la commune du Pecq ;
- Le Pecq : la D161 devient la route de L'Étang-la-Ville et traverse l'extrémité nord-ouest du territoire communal sur environ 250 mètres et redevient limite communale, cette fois avec la commune de Mareil-Marly et ce sur environ 700 mètres ;
- Mareil-Marly : toujours limite communale et toujours avec le nom de route de L'Étang-la-Ville, la route ne fait que longer la commune et la commune voisine est maintenant Marly-le-Roi ;
- Marly-le-Roi : la D161 est donc limite communale entre Mareil-Marly et de Marly-le-Roi sur environ 500 mètres ;
- L'Étang-la-Ville : la route pénètre dans la commune avec le nom de route de Saint-Germain puis devient la rue Jean Mermoz pour traverser le village mais la partie nord de cette rue est à sens unique en direction du sud et la partie sud à sens unique en direction du nord ; il faut donc :
  - dans le sens nord-sud, emprunter le sens unique puis quitter la D161 pour la rue de Fonton, sur la droite, qui passe à proximité de la mairie, la route de Saint-Nom, à gauche, et la rue du Pré de l'Île, également à gauche, avant de rejoindre la route de Noisy, à droite, qui est la D161 ;
  - dans le sens sud-nord, à partir de la route de Noisy, il faut prendre la partie sud de la rue Jean Mermoz en sens unique puis, sur la gauche, une partie de la rue de Fonton jusqu'à trouver, sur la  droite, l’avenue du Général de Gaulle qui permet de retrouver la route de Saint-Germain ;
  - la sortie de la ville se fait donc par la route de Noisy qui devient une route en lacets pour pénétrer dans la forêt de Marly ;
- Noisy-le-Roi : la D161 sort de la forêt, pénètre dans la ville au rond-point des Chênes s'appelle rue du Cardinal de Retz jusqu'à croiser la rue André Le Bourblanc, rue principale du centre-ville, devient la rue de Rennemoulin, franchit la ligne SNCF à proximité de la gare de Noisy-le-Roi, croise, à un important giratoire, la route départementale 307 (La Celle-Saint-Cloud - Mareil-sur-Mauldre) et continue vers le sud-ouest ;
- Rennemoulin : la route, seule desserte, traverse le village ;
- Villepreux : l'entrée dans le vieux village se fait juste après un petit rond-point où commence la route départementale 12 qui fait la liaison entre la D161 et la route départementale 11 deux kilomètres plus au sud ; la route, très tortueuse, s'appelle alors rue Amédée Brocard ; un système de sens uniques contraint à prendre la rue du Docteur Alexandre tandis que le trajet sud-nord se fait par la rue Pierre Curie puis la double circulation est rétablie à partir de la rue Pasteur pour la sortie du vieux village ; l’avenue du Général de Gaulle passe devant l'hôtel de ville ; un système de sens uniques interdit le passage de la circulation de transit sur la D161 qui devient dès lors exclusivement une rue de quartier ; pour pallier cette difficulté, il convient de prendre la rue du Collège puis la route départementale 98 pour atteindre la place des Droits de l'Homme et du Citoyen qui marque la fin de la D161.